# Georg Wilhelm de Schaumburg-Lippe
Georg Wilhelm, Prinț de Schaumburg-Lippe (20 decembrie 1784 – 21 noiembrie 1860) a fost Conte și mai târziu Prinț de Schaumburg-Lippe.

## Biografie
S-a născut la Bückeburg ca fiu al lui Filip al II-lea, Conte de Schaumburg-Lippe și al celei de-a doua soții a acestuia, Prințesa Juliane de Hesse-Philippsthal (1761–1799). 
A moștenit titlul tatălui său la 13 februarie 1787, pe când avea 2 ani, însă până la majoratul său comitatul a fost condus de mama lui, Prințesa Juliane, iar după moartea acesteia în 1799, de către Contele von Wallmoden-Gimborn.
Landgraful Wilhelm al IX-lea de Hesse-Kassel a ocupat întreg comitatul Schaumburg-Lippe, cu excepția regiunii Wilhelmstein, susținând că strămoșii Prințesei Juliane nu ar fi fost de rang suficient de înalt. Curtea Imperială de la Viena a decis în favoarea lui Georg Wilhelm și a dispus ca Wilhelm al IX-lea să se retragă, lucru pe care l-a făcut după o ocupație de două luni.
Comitatul Schaumburg-Lippe s-a alăturat Confederației Rinului la 15 decembrie 1807 și a devenit principat: Georg Wilhelm a devenit astfel primul Prinț de Schaumburg-Lippe. În 1815 Schaumburg-Lippe s-a alăurat Confederației Germane. Georg Wilhelm a murit la Bückeburg în 1860, după o domnie de 73 de ani. I-a urmat ca Prinț fiul său cel mare, Adolf.

### Căsătorie și copii
Georg Wilhelm s-a căsătorit la 23 iunie 1816 la Arolsen cu Prințesa Ida de Waldeck și Pyrmont (1796–1869); au avut nouă copii:
- Prințul Adolf I (1817–1893)
- Prințesa Matilda (1818–1891); căsătorită cu Ducele Eugen de Württemberg (1820–1875)
- Prințesa Adelheid, Ducesă de Schleswig-Holstein-Sonderburg-Glücksburg (1821–1899)
- Prințul Ernst (1822–1831)
- Prințesa Ida (1824–1894)
- Prințesa Emma (1827–1828)
- Prințul Wilhelm (1834–1906); căsătorit cu Prințesa Bathildis de Anhalt-Dessau.
- Prințul Hermann (1839–1839)
- Prințesa Elisabeta (1841–1926); căsătorită cu Prințul Wilhelm de Hanau și Horowitz, un fiu morganatic al lui Frederic Wilhelm, Elector de Hesse.